# Gyirong Zangbo
Gyirong Zangbo (kinesiska: Jilong Zangbu, 吉隆藏布) är ett vattendrag i Kina. Det ligger i den autonoma regionen Tibet, i den sydvästra delen av landet, omkring 580 kilometer väster om regionhuvudstaden Lhasa.